# Уорнер, Кейт
Кейт Уорнер (англ. Kate Warner), полное имя Кэтрин Энн Уорнер (англ. Catherine Ann Warner; род. 14 июля 1948, Хобарт, Тасмания, Австралия) — австралийский юрист и политик, 28-й губернатор Тасмании (2014—2021), профессор.

## Биография
Кейт Уорнер родилась 14 июля 1948 года в Хобарте (Тасмания, Австралия).
В 1970 году с отличием окончила Университет Тасмании и получила степень бакалавра права (англ. Bachelor of Laws), а в 1978 году получила степень магистра права (англ. Masters of Laws).
В 1992—1994 годах Кейт Уорнер была деканом факультета права (англ. Dean of Law) Университета Тасмании, при этом она стала первой женщиной, занимавшей этот пост. В 1996 году она получила учёное звание профессора.
В 2002 году Кейт Уорнер была назначена директором Института правовых реформ Тасмании (англ. Tasmania Law Reform Institute), входящего в состав Университета Тасмании.
В ноябре 2014 года было объявлено, что Кейт Уорнер будет назначена губернатором Тасмании и приступит к обязанностям 10 декабря 2014 года. 10 декабря 2014 года она приняла присягу и официально вступила в должность, став 28-м губернатором Тасмании и первой женщиной на этом посту.
В январе 2001 года Кейт Уорнер была награждена медалью Centenary Medal в честь столетия Австралийской Федерации, в январе 2014 года она стала членом ордена Австралии (A.М.), а в январе 2017 года — компаньоном Ордена Австралии (A.C.).
Кейт Уорнер замужем за Ричардом Уорнером, у них две дочери и пять внуков и внучек.